# Ludwig von Salm-Hoogstraeten
Conde Ludwig "Ludi" von Salm-Hoogstraeten (Bad Homburg vor der Höhe, 24 de fevereiro de 1885 - 23 de julho de 1944) foi um tenista profissional austríaco.